# Elf Island
Elf Island ist eine kleine unbewohnte Insel der Andreanof Islands, die zu den Aleuten 
gehören. Die etwa 3,2 km lange und 57 m hohe Insel liegt an der Südküste von Adak Island.